# Itaiópolis
Itaiópolis es un municipio brasileño del estado de Santa Catarina. Tiene una población estimada al 2022 de 22 051 habitantes. Pertenece a la Región metropolitana del Norte-Nordeste Catarinense.

## Toponimia
El nombre Itaiópolis es un híbrido tupí-griego, formado por "ita" (piedra) + "i-ó" (húmedo) + "polis" (ciudad). El significado de "ciudad de piedra mojada" puede deberse a los ríos muy característicos de la región, que tienen en sus lechos extensas extensiones de losas (piedras de superficie plana) sobre las que discurre una lámina de agua.

## Historia
La localidad del hoy municipio era parte de la Colonia Lucena, colonia de migrantes europeos fundada a finales del Siglo XIX, entonces sur del Estado de Paraná. El distrito fue creado en 1903, siendo parte de Río Negro. El lugar fue parte de la Guerra del Contestado, donde tras el enfrentamiento pasó a ser parte del Estado de Santa Catarina y del municipio de Mafra. Se emancipó el 28 de octubre de 1918.
En el municipio se encuentra la Ibirama-La Klãnõ, área indígena del norte de Santa Catarina creada en 1926.

## Turismo
Itaiópolis destaca por sus aspectos geográficos, religiosos y rurales. Entre ellas la Iglesia de San Estanislao, la Iglesia de Santo Estanislau, la Iglesia de São Pedro y São Paulo.
En aspectos geográficos, el municipio cuenta con cavernas, cascadas y una reserva de Mata Atlántica de 954,44 hectáreas.